# Can Vilanova (Castellterçol)
Can Vilanova és una obra de Castellterçol (Moianès) inclosa a l'Inventari del Patrimoni Arquitectònic de Catalunya.

## Descripció
Casa entre parets mitgeres i coberta a dues vessants. Consta de planta baixa i pis. Té tres obertures, la porta, una finestra i un balcó; totes elles són quadrades i estan fetes amb grans carreus de pedra. A la llinda de la porta hi ha una inscripció: "1753. Francesch Vilanova" i a sota es dibuixa una llançadora.

## Història
La llançadora que hi ha sota la inscripció de la llinda de la porta indica que originàriament la casa fou habitada per un paraire. Als segles XVII i XVIII, amb el floriment del gremi dels paraires i del negoci de la neu, la població experimentà una notable creixença.